# 긴가지해송
긴가지해송은 산호의 일종으로, 대한민국의 천연기념물이다.